# Bazainville
Bazainville är en kommun i departementet Yvelines i regionen Île-de-France i norra Frankrike. Kommunen ligger i kantonen Houdan som tillhör arrondissementet Mantes-la-Jolie. År 2022 hade Bazainville 1 456 invånare.

## Befolkningsutveckling
Antalet invånare i kommunen Bazainville
| Referens: INSEE |